# Malamblia durbanica
Malamblia durbanica är en fjärilsart som beskrevs av Jordan 1907. Malamblia durbanica ingår i släktet Malamblia och familjen bastardsvärmare. Inga underarter finns listade i Catalogue of Life.